# 廣西・ロジネットジャパン社会貢献基金
公益財団法人廣西・ロジネットジャパン社会貢献基金 (ひろにし・ロジネットジャパンしゃかいこうけんききん、英: Public interest incorporated foundation hironishi philanthropy fund) は、北海道札幌市にある公益財団法人。育英奨学事業・助成事業を行っている。

## 沿革
- 1990年 (平成2年) 4月 - 札幌通運株式会社元代表取締役社長廣西小一郎が私財を投じ、加えて同社からの支援金と協力の下に北海道教育委員会の認可を受けて、北海道内の高等学校に通う交通遺児への奨学金の給付を目的として財団法人廣西交通遺児育英基金として設立。
- 2010年 (平成22年) 8月 - 公益財団法人認定。
- 2014年 (平成26年) 3月 - 公益財団法人廣西・ロジネットジャパン社会貢献基金に改称し、給付対象を交通遺児以外の災害遺児等にも広げると共に、新たに福祉事業等への助成事業を開始する。

## 事業内容
- 育英奨学事業
- 助成事業

## アクセス
- 札幌市交通局東西線西11丁目駅徒歩約 7分
- 札幌市交通局南北線大通駅より徒歩約 9分
- 北海道中央バス北1条7丁目より徒歩約 1分